# 요하나 보칼레크
요하나 보칼레크(Johanna Wokalek, 1975년 3월 3일 ~ )은 독일의 배우이다. 클라우스 마리아 브란다우어의 제자로, 희극 Rose Bernd에서의 연기를 통해 3개의 신인상을 수상하는 등 실력을 인정받았다. 바더마인호프 등의 영화에 출연한 것으로 유명하다. 독일 적군파의 구드룬 엔슬린을 연기한 것으로 2005년 밤비 상을 받았다.

## 생애
프라이부르크에서 루마니아 출신의 피부과 교수의 딸로 태어나 프리드리히-김나지움을 다니면서 첫 연극경험을 하였다.
고등학교를 졸업한 후 비엔나의 막스-라인하르트-제미나에 합격하여 클라우스 마리아 브란다우어의 제자로 4년 동안 공부하였다.

## 작품
- 포프 조안
- 맨발
- 노스페이스
- 바더 마인호프